# (5843) 1986 UG
(5843) 1986 UG (1986 UG, 1976 SF3, 1983 YZ, 1986 WF) — астероїд головного поясу.
Тіссеранів параметр щодо Юпітера — 3,642.